# المعابدة الغربية
قرية المعابدة الغربية هي إحدى القرى التابعة لمركز أبنوب في محافظة أسيوط في جمهورية مصر العربية. حسب إحصاءات سنة 2006، بلغ إجمالي السكان في المعابدة الغربية 25598 نسمة، منهم 13067 رجل و12531 امرأة.